# Gymnosporia graciliramula
Gymnosporia graciliramula là một loài thực vật có hoa trong họ Dây gối. Loài này được (S.J.Pei & Y.H.Li) Q.R.Liu & Funston mô tả khoa học đầu tiên năm 2008.